# Estación Labougle
Labougle es una estación ferroviaria argentina, ubicada en la localidad de Labougle, Provincia de Corrientes, a 441 km de la Ciudad Capital Corrientes

## Servicios
Pertenece al Ferrocarril General Urquiza, en el ramal que une las estaciones de Federico Lacroze, en la Ciudad Autónoma de Buenos Aires y Posadas, en la Provincia de Misiones. Era una estación intermedia del servicio del "Gran Capitán" que recorría hasta 2011.
No presta servicios de pasajeros. Por sus vías corren trenes de carga de la empresa estatal Trenes Argentinos Cargas.